# Plumularia micronema
Plumularia micronema is een hydroïdpoliep uit de familie Plumulariidae. De poliep komt uit het geslacht Plumularia. Plumularia micronema werd in 1938 voor het eerst wetenschappelijk beschreven door Fraser. 